# Pierre Richard

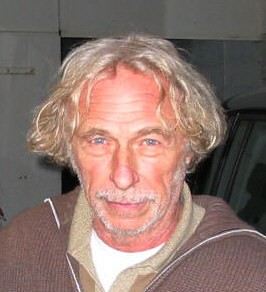
Pierre Richard (2006)

Pierre Richard, pe numele său adevărat Pierre Richard Maurice Charles Léopold Defays, (n. 16 august 1934, Valenciennes, Nord-Pas-de-Calais, Franța) este un actor de comedie și regizor francez. După succesul internațional adus în 1972 de Marele blond cu un pantof negru, a continuat să joace în comedii roluri de nătăfleț împrăștiat și simpatic. Până spre sfârșitul anilor 1980 era considerat unul dintre cei mai renumiți actori europeni de comedie.

## Filmografie

### Actor
- 1958 Montparnasse 19, regia Jacques Becker (nemenționat)
- 1967 Un idiot la Paris (Un idiot à Paris), regia Serge Korber
- 1968 Alexandru cel fericit (Alexandre le bienheureux), r. Yves Robert
- 1970 Distratul (Le distrait), regia Pierre Richard
- 1972 Ghinionistul (Les malheurs d’Alfred)
- 1972 Marele blond cu un pantof negru (Le grand blond avec une chaussure noire)
- 1973 Nu știu nimic, dar spun tot (Je sais rien mais je dirais tout)
- 1973 (Juliette et Juliette)
- 1973 La raison du plus fou
- 1974 (Les naufragés de l’île de la tortue)
- 1974 Întoarcerea marelui blond (Le retour du grand blond)
- 1974 Îmi sare țandăra (La moutarde me monte au nez)
- 1974 (Un nuage entre les dents)
- 1975 (La course à l’échalote) – și scenarist
- 1975 Trop c’est trop
- 1976 Ce-ar mai fi de văzut (On aura tout vu!), regia Georges Lautner
- 1976 Jucăria (Le jouet), regia Francis Veber
- 1978 (La carapate)
- 1978 Sunt timid, dar mă tratez (Je suis timide mais je me soigne)
- 1979 (C’est pas moi, c’est lui)
- 1980 Umbrela lui Gregoire (Le coup du parapluie)
- 1981 Capra (La chèvre)
- 1983 (Les compères)
- 1983 (Un chien dans un jeu de quilles)
- 1984 (Le jumeau)
- 1985 (Tranches de vie)
- 1985 Les rois du gag
- 1986 (Les fugitifs)
- 1988 La ieșirea din ascensor, pe stânga (À gauche en sortant de l'ascenseur), regia Édouard Molinaro
- 1988 Mange clous
- 1990 Bienvenue à bord!
- 1990 (Promotion canapé)
- 1991 On peut toujours rêver
- 1992 Vieille canaille
- 1993 La cavale des fous – și scenarist
- 1994 La partie d’echecs
- 1996 (Le mille et une recettes d’un cuisiner amoureux)
- 1997 Droit dans le mur
- 2000 27 Missing Kisses
- 2000 Fără familie (Sans famille)
- 2000 (Scénario sur la drogue)
- 2003 (L’île de Robinson)
- 2003 Mariées mais pas trop
- 2003 Les clefs de bagnole
- 2005 Derives
- 2006 (Le serpent)
- 2008 (Faubourg 36)
- 2009 A Happy Man (Le bonheur de Pierre)
- 2009 (Kerity, la maison des contes) – Sprechrolle
- 2011 Hai să trăim toți împreună! (Et si on vivait tous ensemble?)
- 2012 Mes héros
- 2013 (Le petit blond avec un mouton blanc) – scurtmetraj
- 2013 Les âmes de papier
- 2014 Pene galbene (Yellowbird)
- 2017 (Un profil pour deux)

### Regizor
- 1970 Distratul (Le distrait)
- 1972 Ghinionistul (Les malheurs d’Alfred)
- 1973 Nu știu nimic, dar spun tot (Je sais rien mais je dirais tout)
- 1978 Sunt timid, dar mă tratez (Je suis timide mais je me soigne)
- 1980 (C’est pas moi, c’est lui)
- 1991 On peut toujours rêver
- 1997 Droit dans le mur